# Hamr (district de Jindřichův Hradec)
Pour les articles homonymes, voir Hamr (homonymes).
Hamr (en allemand : Hammerdorf) est une commune du district de Jindřichův Hradec, dans la région de Bohême-du-Sud, en République tchèque. Sa population s'élevait à 367 habitants en 2020.

## Géographie
Hamr se trouve à 12 km au sud-est de Třeboň, à 23 km au sud-sud-ouest de Jindřichův Hradec, à 32 km à l'est de České Budějovice et à 130 km au sud-sud-est de Prague.
La commune est limitée par Třeboň au nord, par Chlum u Třeboně à l'est, par Suchdol nad Lužnicí au sud, et par la Lužnice et les communes de Cep et Majdalena à l'ouest.

## Histoire
La première mention écrite du village date de 1614.